# Triyacharitra?
Triyacharitra? (Hindi त्रियाचरित्र triyācaritra; in etwa: Der Charakter einer Frau) ist ein indischer Spielfilm von Basu Chatterjee aus dem Jahr 1994. Er entstand nach einer Geschichte von Shivmurti.

## Handlung
Bimli wächst bei ihren armen Eltern auf, die sie im Alter von acht Jahren verheiratet haben. Die inzwischen 18-Jährige sorgt für sie so gut sie kann und verdient den Familienunterhalt als Köchin in einer Ziegelbrennerei bereits seit sie zehn Jahre alt ist. Dort hat sie sich mit einem regelmäßig vorbeikommenden, wesentlich älteren LKW-Fahrer aus angefreundet. Außer diesem haben auch der Brennereiaufseher Kuisa Mistry und der junge Traktorfahrer Billar ein Auge auf sie geworfen. Bimli ist Gegenstand des öffentlichen Geschwätzes.
Der LKW-Fahrer macht sich mit Geschenken bei Bimlis Vater beliebt, doch sie weist ihn zurück als er ihr seine Zuneigung und Heiratsabsicht offenbart. Sie fühlt sich aus ihrer frühen Heirat verpflichtet und an den unbekannten, in Kalkutta als Tagelöhner arbeitenden Gatten gebunden. Nachdem auch Billars ältere Schwester bei Bimlis Mutter um eine Verheiratung mit ihrem Bruder wirbt, sind Bimlis Eltern mit einer Neuverheiratung einverstanden. Doch Bimli will sich nicht verhökern lassen und hält an der bereits bestehenden Ehe fest.
Wegen der entehrenden Umstände holt Bisram, der Vater von Bimlis Kindergatten Sitaram, sie zu sich ins Haus. Von Beginn an ist sie den lüsternen Blicken des allein lebenden Mannes ausgesetzt. Der traditionelle Respekt vor dem Schwiegervater verbietet ihr sich dagegen zur Wehr zu setzen. Die Situation von Bisram mit seiner Schwiegertochter allein in einem Haus weckt Misstrauen im Dorf. Die Männer meinen Bisram solle draußen schlafen und die Dorffrauen hegen Verdacht wegen der Absichten des einschlägig bekannten Bisram.
Die Übergriffe Bisrams werden von Tag zu Tag deutlicher und offenbaren seine sexuellen Absichten. Bimli kann ihn sich nur noch mit einem Messer vom Leib halten. Für den guten Anschein schläft er vor dem Haus und spielt vor Bimli den reumütigen „Wolf im Schafspelz“. Er besucht nun regelmäßig den Tempel, gibt Läuterung vor, so dass Bimli den neugierigen Dorffrauen nur Gutes über ihn berichten kann.
Mit einem opiumversetzten Getränk macht Bisram Bimli wehrunfähig und vergeht sich an ihr. Als sie wieder zu sich kommt, ist sie nackt. Sie realisiert das Geschehen wie sie sich ihren drei Verehrern entzogen und sich praktisch in ihr eigenes Unheil gestürzt hat. Noch in der Nacht packt sie ihre Sachen und geht zum Bahnhof, um mit dem nächsten Zug nach Kalkutta zu Sitaram aufzubrechen. Bisram hatte sich an den Tempel zum Schlafen gelegt, um dort vom Priester entdeckt zu werden, dem er eine Geschichte religiöser Eingebung erzählt.
Als er früh zu seinem Haus zurückkehrt, ist Bimli nicht mehr da. Bisram präpariert Haus und Hof und gräbt ein Loch in den Fußboden. Danach mobilisiert er das Dorf. Er behauptet, Bimli habe den Familienschmuck und Geld ausgegraben, diesen geraubt und sei mit ihrem Liebhaber geflohen. Seine Geschichte überzeugt die Anwesenden sofort; hatte sich Bimli doch durch ihre Verehrer bereits einen schlechten Ruf erworben. Sie wartet am Bahnhof und steigt in den Zug ein, wird aber vom Suchtrupp der Dörfler aus dem abfahrenden Zug gezerrt. Ins Dorf gebracht wiederholt Bisram seine Anschuldigungen ihr gegenüber vor allen. Der Sarpanch Bodhan Mahto beruft den Dorfpanchayat ein, um so schnell wie möglich über Bimlis Schicksal zu entscheiden. Bimli beschimpft Bisram als Schweinehund und Lustmolch.
Vor dem Panchayat (Dorfrat) trägt Bisram am Abend seine Version der Geschichte vor; Bimli weist in ihrer Befragung die Anschuldigungen zurück und bezichtigt Bisram der Vergewaltigung. Bisram führt den Priester als seinen Entlastungszeugen an. Sodann legt Bodhan Mahto die Entscheidung des Dorfrates dar; er ist von Bisrams Version überzeugt. Die Anwesenden diskutieren über die richtige Strafe, doch Bodhan Mahto verfügt Bimli mit einer glühenden Eisenstange an der Stelle des Zeichens der Ehe zu brandmarken und für ihr Leben zu zeichnen. Bisram soll die Strafe ausführen, um für sein Versagen, auf seine Schwiegertochter aufzupassen, zu büßen.
Eine einzige Frau aus dem Dorf steht auf und prangert das Geschehen an. Bimli versucht vergeblich zu fliehen, doch Bisram vollstreckt die verhängte Strafe.

## Hintergrund
Der Film beginnt mit Bimlis misslungener Flucht nach Kalkutta und den erfundenen Anschuldigungen Bisrams bis zur Entscheidung der Einberufung des Dorfrates. Sodann wird die Geschichte in Rückblenden während der Untersuchung des Falles vor dem Gericht des Dorfrates erzählt.
Die Liedtexte der beiden einzigen Filmlieder Ho Aaya Dekho Re und Rovat Hai Naina schrieb Yogesh zur Musik von Salil Choudhury. Szenenbildner des Films war Jadab Bhattacharya.